# Andres Varik
Andres Varik (* 7. April 1952 in Põlva) ist ein ehemaliger estnischer Politiker.

## Sowjetunion
Andres Varik besuchte bis 1970 die Schule in Põlva. 1975 schloss er sein Studium als Agronom an der Estnischen Landwirtschaftsakademie (Eesti Põllumajanduse Akadeemia) in Tartu ab.
Von 1975 bis 1977 arbeitete Varik als Agronom an einer Sowchose in Tõstamaa. Von 1977 bis 1990 war er Direktor der Sowchose von Sindi. Von 1978 bis 1989 war Varik Mitglied der KPdSU.

## Im freien Estland
Mit dem Ende der Sowjetunion und der Wiedererlangung der estnischen Unabhängigkeit war Varik zunächst von 1990 bis 1995 Vorsitzender des Zentralverbands der Agrarproduzenten Estlands (Eestimaa Põllumajandustootjate Keskliit).
Im Gründungsjahr 1994 schloss er sich der bäuerlich orientierten Partei des estnischen Landvolks (Eesti Maarahva Erakond – EME) an. Die Partei ging 1999 in der Estnischen Volksunion (Eestimaa Rahvaliit – ERL) auf. 2011 trat Varik aus der Partei aus.
Von 1995 bis 2003 war er in zwei Legislaturperioden Abgeordneter des estnischen Parlaments (Riigikogu) und zeitweise Fraktionsvorsitzender seiner Partei.
Von März 1997 bis März 1999 war Andres Varik Landwirtschaftsminister der Republik Estland in der Koalitionsregierung von Ministerpräsident Mart Siimann.